# Abierto Mexicano Telcel 2023
Abierto Mexicano Telcel 2023 presentado por HSBC byl tenisový turnaj hraný na mužském profesionálním okruhu ATP Tour v areálu Arena GNP Seguros. Jubilejní třicátý ročník Mexican Open probíhal mezi 27. únorem až 4. březnem 2023 v mexickém Acapulcu na dvorcích s tvrdým povrchem.
Turnaj dotovaný 2 178 980 dolary patřil do kategorie ATP Tour 500. Nejvýše nasazeným singlistou se po odhlášení Alcaraze stal čtvrtý tenista světa Casper Ruud z Norska. Jako poslední přímý účastník do hlavní soutěže nastoupil ekvádorský 106. hráč žebříčku Emilio Gómez. V důsledku invaze Ruska na Ukrajinu na konci února 2022 řídící organizace tenisu ATP, WTA a ITF s grandslamy rozhodly, že ruští a běloruští tenisté mohli dále na okruzích startovat, ale do odvolání nikoli pod vlajkami Ruska a Běloruska.
Sedmý singlový titul na okruhu ATP Tour a první v kategorii ATP 500 vyhrál 24letý Australan Alex de Minaur. Ve čtyřhře zvítězili Rakušané Alexander Erler a Lucas Miedler, kteří získali třetí společnou trofej a první mimo rodné Rakousko.

## Rozdělení bodů a finančních odměn

### Rozdělení bodů
| Soutěž  | Soutěž      | vítězové | finalisté | semifinalisté | čtvrtfinalisté | 16 v kole | 32 v kole | Q  | Q2 | Q1 |
| ------- | ----------- | -------- | --------- | ------------- | -------------- | --------- | --------- | -- | -- | -- |
| dvouhra | [ 3 ] [ 7 ] | 500      | 300       | 180           | 90             | 45        | 0         | 20 | 10 | 0  |
| čtyřhra | [ 8 ]       | 500      | 300       | 180           | 90             | 0         | —         | —  | —  | —  |

### Finanční odměny
| Soutěž                              | Soutěž      | vítězové  | finalisté | semifinalisté | čtvrtfinalisté | 16 v kole | 32 v kole | Q2      | Q1      |
| ----------------------------------- | ----------- | --------- | --------- | ------------- | -------------- | --------- | --------- | ------- | ------- |
| dvouhra                             | [ 3 ] [ 7 ] | 376 620 $ | 202 640 $ | 108 000 $     | 55 170 $       | 29 455 $  | 15 710 $  | 8 050 $ | 4 515 $ |
| čtyřhra                             | [ 8 ]       | 123 710 $ | 65 980 $  | 33 380 $      | 16 690 $       | 8 640 $   | —         | —       | —       |
| částka ve čtyřhře je uvedena na pár |             |           |           |               |                |           |           |         |         |

## Mužská dvouhra

### Nasazení
| Stát                          | Hráč           | ATP | Nasazení |
| ----------------------------- | -------------- | --- | -------- |
| Španělsko                     | Carlos Alcaraz | 2.  | 1.       |
| Norsko                        | Casper Ruud    | 4.  | 2.       |
| USA                           | Taylor Fritz   | 7.  | 3.       |
| Dánsko                        | Holger Rune    | 10. | 4.       |
| Spojené království            | Cameron Norrie | 13. | 5.       |
| USA                           | Frances Tiafoe | 15. | 6.       |
| USA                           | Tommy Paul     | 21. | 7.       |
| Austrálie                     | Alex de Minaur | 23. | 8.       |
| Žebříček ATP k 20. únoru 2023 |                |     |          |

### Jiné formy účasti
Následující hráči obdrželi divokou kartu do hlavní soutěže:
- Feliciano López
- Rodrigo Pacheco Méndez
- Ben Shelton

Následující hráči postoupili z kvalifikace:
- Guido Andreozzi
- Jacopo Berrettini
- Nick Chappell
- Taró Daniel

Následující hráči postoupili z kvalifikace jako šťastní poražení:
- Luciano Darderi
- Elias Ymer

### Odhlášení
před zahájením turnaj
- Carlos Alcaraz → nahradil jej  Luciano Darderi
- Jenson Brooksby → nahradil jej  Christopher Eubanks
- Richard Gasquet → nahradil jej  Michael Mmoh
- Sebastian Korda → nahradil jej  Mackenzie McDonald
- Cameron Norrie → nahradil jej  Elias Ymer
- Reilly Opelka → nahradil jej  Daniel Altmaier
- Stefanos Tsitsipas → nahradil jej  Oscar Otte

## Mužská čtyřhra

### Nasazení
| Stát                          | Hráč                 | Stát               | Hráč              | ATP | Nasazení |
| ----------------------------- | -------------------- | ------------------ | ----------------- | --- | -------- |
| Nizozemsko                    | Wesley Koolhof       | Spojené království | Neal Skupski      | 4.  | 1.       |
| Salvador                      | Marcelo Arévalo      | Nizozemsko         | Jean-Julien Rojer | 10. | 2.       |
| Spojené království            | Jamie Murray         | Nový Zéland        | Michael Venus     | 47. | 3.       |
| Kolumbie                      | Juan Sebastián Cabal | Kolumbie           | Robert Farah      | 48. | 4.       |
| Žebříček ATP k 20. únoru 2023 |                      |                    |                   |     |          |

### Jiné formy účasti
Následující páry obdržely divokou kartu do hlavní soutěže:
- Jacopo Berrettini /  Matteo Berrettini
- Hans Hach Verdugo /  Miguel Ángel Reyes-Varela

Následující pár postoupil z kvalifikace:
- Guido Andreozzi /  Guillermo Durán

### Odhlášení
před zahájením turnaje
- Marcel Granollers /  Horacio Zeballos → nahradili je  William Blumberg /  Casper Ruud
- Sebastian Korda /  Mackenzie McDonald → nahradili je  Mackenzie McDonald /  Ben Shelton
- Feliciano López /  Stefanos Tsitsipas → nahradili je  André Göransson /  Ben McLachlan

## Přehled finále

### Mužská dvouhra
- Alex de Minaur vs.  Tommy Paul, 3–6, 6–4, 6–1

### Mužská čtyřhra
- Alexander Erler /  Lucas Miedler vs.  Nathaniel Lammons /  Jackson Withrow, 7–6(11–9), 7–6(7–3)